# Grigori Romanowitsch Ginsburg
Grigori Romanowitsch Ginsburg (russisch Григорий Романович Гинзбург; * 16.jul. / 29. Mai 1904greg. in Nischni Nowgorod; † 5. Dezember 1961 in Moskau) war ein russischer Pianist.
Ginsburg studierte am Moskauer Konservatorium bei Alexander Borissowitsch Goldenweiser und unterrichtete dort von 1928 bis 1959. Er bildete mehrere hervorragende Pianisten aus, darunter Gleb B. Axelrod und Alexander Alexandrowitsch Nikolajew. Seit 1922 war er als Konzertpianist tätig. 1927 war er Preisträger des Warschauer Chopin-Wettbewerbs.